# Pueblo cuicateco
Los cuicatecos (en cuicateco: Nduudu yu) son un pueblo originario que habitan en la zona norte de Oaxaca, en la región de la Cañada, específicamente en el distrito de Cuicatlán. El territorio cuicateco se divide en dos: La serranía y la Cañada. Sólo uno de los nueve municipios con presencia cuicateca se rige bajo el sistema de partidos, los demás lo hacen bajo usos y costumbres.
Según el CDI en 2005 pertenecían a esta etnia 22.984 personas, de las cuales 65% hablan la lengua cuicateca. El cuicateco es una lengua otomangue, emparentada con el mixteco y el triqui.

## Localización
Los cuicatecos se sitúan al noroeste de Oaxaca, ocupando un área aproximada de 8.400 km², su territorio incluye los municipios de Santa María Pápalo,  Concepción Pápalo, San Juan Tepeuxila, Santa María Tlalixtac, San Pedro Teutila, San Francisco Chapulapa, Santiago Huaclilla, San Juan Bautista Cuicatlan, San Andrés Teotilalpan, Santiago Nacaltepec y el municipio con mayor presencia Santos Reyes Pápalo.

## Lengua
El cuicateco pertenece al grupo otomangue, tronco savizaa, familia mixteca. Según Nolasco (1972) el Instituto Lingüístico de Verano ha registrado sólo dos variantes dialectales del cuicateco. Según Basauri (1990), el cuicateco es una lengua polisintética, es decir, cuenta con raíces en torno a las cuales se agrupan otras palabras y partículas para matizar el significado.